# Edmond Polchlopek
Edmond Polchlopek (Courseulles-sur-Mer, 20 juli 1934 - Compiègne, 21 september 2004) was een Franse beroepswielrenner van 1961-1963 en ontwerper van eigenzinnige racefietsen. Hij overleed op 70-jarige leeftijd aan gevolgen van een verkeersongeluk.

## Biografie als renner
Polchlopek reed als beroepsrenner van 1961 tot 1964 voor de ploegen Rochet-Margnat en Margnat Paloma Teak.
In 1985 werd hij nog wereldkampioen bij de veteranen op een door hemzelf gebouwd frame.

## Biografie als ontwerper
Polchlopek vewerkte naast de 'gebruikelijke' buizen van onder andere Reynolds, Columbus en Vitus ook speciaal gefabriceerde stalen buizen van fabrikant Gautier-Troussel-Garbocino uit Longueville. De treksterkte daarvan zou tweemaal hoger liggen dan die van concurrent Reynolds.
Polchlopek maakte al gebruik platte, ovale, lensvormige en druppelvomige buizen lang voordat aerodynamica in algemene zin een grote rol speelde in de framebouw. 
Naast 'gewone' ovale/aerodynamische buizen maakte Edmond Polchlopek ook gebruik van speciaal gevormde half-ovale buizen waarvan de niet bolle achterzijde concaaf gevormd was. Deze buizen werden onder druk zodanig op maat gebogen dat deze een net iets grotere radius kreeg dan die van het achterwiel. Toegepast in het frame i.p.v. een traditionele zitbuis fungeerde een zodanig gebogen buis als een aerodynamisch (dragend) spatbord dat zo tezamen met de band en velg van het achterwiel een meer aerodynamisch geheel vormde. Bijkomend effect was dat op deze wijze ook de achtertrein kon worden verkort waardoor desgewenst (maar niet noodzakelijk) de totale wielbasis kon worden verkort voor (extreem) korte frames, dan wel frames met een langer hoofdframe en een normale wielbasis voor met name langere fietsers.
De toepassing van dergelijke aerodynamische buizen in wedstrijdframes kende veel reglementaire problemen omdat de maatvoering alsmede verhouding tussen de dwarsdoorsneden van de buizen in de jaren '80 steeds strikter bepaald werden door de regelgeving van de UCI. Dat betekende dat met name de door Edmond Polchlopek ontwikkelde aerodynamische Delta- en Rigideole- en Ergomax-frames met hun minder grote buissecties minder massief ogen dan de latere op dezelfde vorm en principes gevormde aerodynamische frames van andere framebouwers (o.a. FES en Cervélo) die dankzij de steeds veranderde regelgeving van de UCI gebruik konden/kunnen maken vormen en profielen van koolstofvezelversterkte materialen met veel grotere en daarmee vaak nog aerodynamisch gevormde 'buissecties'.
In de zeventiger jaren ontwikkelde Polchlopek ook ovale tandwielen, waarvan de berekende efficiency vier procent hoger zou liggen dan die van de Biopace-kettingwielen van Shimano, die tien jaar later op de markt kwamen.